# Alagnon
Alagnon – rzeka we Francji o długości 85 kilometrów, lewy dopływ rzeki Allier. Rzeka ma swoje źródło w okolicach wsi Laveissière w Masywie Centralnym. Alagnon przepływa przez departamenty Cantal, Górna Loara oraz Puy-de-Dôme.
Łączna powierzchnia dorzecza wynosi 1035 km².

## Miasta, przez które przepływa rzeka
- Murat
- Massiac
- Lempdes
- Beaulieu

Rzeka wpływa do Allier w okolicach miasta Auzat-sur-Allier.